# アハマド・ハーイル
アハマド・ハーイル（アラビア語: أحمد هايل、Ahmed Hayel、1983年10月30日-）は、ヨルダンの元プロサッカー選手。現役時代のポジションはFW。元ヨルダン代表。ラムサ出身。
日本語では、「アハマド・ハイル」「アフメド・ハイェル」「アハマド・ハイェル」「アフマド・ハイェル」「アフマド・ハイル」などとも表記される。

## 来歴

### クラブ
地元のアル・トゥッラでデビューし、2005年にアル・ラムサに移籍、さらにアル・ジャジーラ（アンマン）、UAEのフジャイラ、シリアのアル・ジャイシュ（同クラブ所属時にAFCカップ2011出場）を経て2011-2012シーズンはアル・ファイサリーに所属、同シーズンはリーグ戦・カップともに得点王となる活躍で、チーム優勝の原動力となった。またAFCカップ2012では、チームはグループリーグで敗退したが、自身は5得点の活躍を見せた。
2012年8月にクウェートのアル・アラビーに移籍、2012-2013シーズンのクラウンプリンスカップ準決勝の対カーズマ第1戦ではハットトリックを記録した。

### 代表
2014 FIFAワールドカップ・アジア予選では4次予選で対日本戦での1ゴールを含む3得点を記録した。
AFCアジアカップ2015予選では3得点をあげ、出場権獲得に貢献した。

## タイトル
個人
- ヨルダン・リーグ得点王 2011-2012
- ヨルダン・カップ得点王 2011-2012